# 蘇峻
蘇 峻（そ しゅん、? - 咸和3年9月25日（328年11月13日））は、中国東晋の武将。字は子高。長広郡挺県の出身。父は西晋の安楽相蘇模。弟は蘇逸。子は蘇碩。西晋末期の動乱による流民を糾合して豪族として台頭し、東晋の建国と共に官位を得て軍功を挙げた。しかし後に東晋朝廷からの警戒が強まると朝廷への反乱を起こし（蘇峻の乱）、首都建康を陥落させるまでに至ったが、その後の会戦にて優勢に驕って少数の兵で敵陣へと攻め込んだ結果、落馬して戦死した。

## 生涯

### 流民を糾合
若くして書生となり、才学を有していたことから郡に仕えて主簿に任じられ、18歳のときには孝廉に挙げられた。当時、晋王朝（西晋）のときにあって永嘉の乱により中原一帯は北方の非漢民族の跋扈する地となっており、騒乱の中で民衆の虐殺や餓死が頻発していた。こうした中、多数の流民が発生し、彼らの多くは各地で砦を築き、自衛のために集団で武装していた（いわゆる塢壁）。蘇峻もまた数千家をまとめ上げて掖県において砦を築いており、当時こうした豪族が多数いた中でも最強と謳われていた。
彼は長史である徐瑋を諸々の集落に派遣し、檄を伝えて自らの徳を示すと共に、野に晒されていた遺骨を収めて埋葬した。これにより、遠近問わず多くの人々がその恩義に感じ入り、彼を盟主として推戴した。その後は主に海辺の山中で狩猟を行い、生計を立てていた。

### 東晋に帰順
建武元年（317年）12月、西晋の愍帝が漢に捕らえられた後に処刑されると、大興元年（318年）、皇族の一人であった司馬睿は江南の地にて皇帝（死後元帝と諡される、以降元帝と呼称）への即位を宣言し、晋の再興を宣言した（東晋の成立）。当時蘇峻の評判は元帝の耳にも届くところであり、そのつてあって蘇峻は東晋より仮の安集将軍に任じられた。
当時東晋・後趙の二国に帰順し、青州全域を実効支配していた青州刺史の曹嶷は、蘇峻を掖県の県令に任じるよう上奏したが、彼は病気を理由に受けなかった。蘇峻を危険視した曹嶷が討伐の兵を興すと、蘇峻は自らの従えていた数百家を伴って海路より南へと渡り、江陵にある東晋の朝廷へと向かった。東晋の朝廷は遠方から到来した蘇峻を歓迎し、鷹揚将軍に任じた。
以降は後趙に寝返った彭城内史周撫の討伐や、明帝の代には王敦による二度目の反乱軍の残党の鎮圧などの功を挙げ、東晋の内部で官位を上げていった。最終的には使持節・冠軍将軍・歴陽内史・散騎常侍にまで昇り詰め、邵陵公に封ぜられ、食邑千八百戸を与えられている。

### 反乱の萌芽
しかし蘇峻は次第に己の功績に驕るようになり始め、朝廷の意思を軽んじるようになり、その兵力を頼みとして異心を抱くようになった。亡命者を慰撫して迎え入れ、死を逃れる為にやって来た罪人を匿ってやり、その勢力は日を追う毎に盛んとなった。県より食糧の供給を絶え間なく受けていたが、それが少しでも意に沿わないものであれば、好き勝手に暴言を吐いたという。
太寧3年（325年）7月、明帝が崩御して成帝が即位すると、彼は幼年であったので政務の一切は外戚であった宰相の庾亮に委ねられた。彼はこの時から有力軍閥の長へと伸長していた蘇峻の異心を疑っており、彼が陶侃の兵を吸収することを恐れていた。この頃蘇峻は後趙の汲郡内史石聡の侵攻を防ぐなどの活躍を見せていたが、この頃になると朝廷が自身を害そうとしているのではないかとの疑心暗鬼に陥っていた。庾亮が蘇峻と交流の厚かった南頓王司馬宗を左遷の後に暗殺し、さらに蘇峻を首都建康に召還しようとすると、ついに蘇峻は豫州刺史の祖約と同盟して、庾亮を除くことを名目に朝廷への反乱を起こした。後に蘇峻の乱と呼ばれる乱である。

### 建康を陥とす
反乱が起こると、彭城王司馬雄・章武王司馬休らがこれに呼応して蘇峻の側に帰順した。咸和3年（328年）2月、蘇峻は配下の韓晃・張健らを派遣して建康を包囲し、城内に兵を繰り出すと風に乗じて火を放ち、建康にある台・省や諸々の陣営・役所を瞬く間に尽く焼き落としてしまった。庾亮は弟の庾翼らと共に尋陽にいる温嶠の下へと逃亡し、まだ幼かった成帝以下、当時建康にいた朝廷の官吏全員が捕らえられた。
侍中の褚翜は「蘇冠軍は至尊（皇帝）に来観しにきたのであろう。どうして軍人が侵逼する様な真似をするのか！」と叱りつけたので、蘇峻の兵は敢えて上殿しなかった。ただ、それ以外については兵を放って大々的に掠奪を行ない、後宮を侵逼して宮女や太后直属の侍女を全て連れ去るなど、残酷無道を極めた。また蘇峻は百官らを駆り立て、光禄勲王彬らに鞭打ちを加えながら蔣山を登らせた。士女らは衣服まで奪われたので、筵や草をちぎって体を隠したが、草が手に入らぬ者は地に座り込んで土で体を覆う有様であり、人々が悲しみ叫ぶ声で内外が震動したという。
当時、官署には布20万匹・金銀5千斤・銭億万・絹数万匹及びこれに相当する様々な物資の備蓄があったが、蘇峻はこれらを全て使い果たした。その為、太官は焼け焦げた数石の米を御膳として帝に供するほかなかった。また、蘇峻は詔を詐称して大赦を下したが、庾亮兄弟はその対象外とした。王導は徳望を有していた事から官位はそのままで自らの側に使えさせ、祖約を侍中・太尉・尚書令に任じ、自らは驃騎領軍将軍・録尚書事を名乗った。弋陽王司馬羕は蘇峻の下を詣でると、その功績について詳述した事から、蘇峻は西陽王・太宰・録尚書事に復帰させ、その子である司馬播もまた元々の官位に復帰させた。さらには朝廷の重職を入れ替えて自らの親党らをこれに任じ、政事はその尽くを彼らに委ねた。また、韓晃には義興を、張健・管商・弘徽らには晋陵をそれぞれ守らせた。同月、蘇峻は兵を繰り出して呉国内史庾冰を攻めると、庾冰は郡を捨てて会稽へ逃走した。蘇峻は侍中蔡謨を後任の呉国内史に任じると共に、すぐさま懸賞金を掛けて庾冰捕縛を命じたが、逃げられてしまった。

### 温嶠・陶侃らの反攻
同月3月、尋陽に逃れていた温嶠・庾亮は水軍7千の義軍を率いて蘇峻の討伐を宣言すると、陶侃もまたこれに呼応して武昌より出撃した。当時、一連の混乱と饑饉が重なり、米の値段が高騰したという。これに応じて尚書令の郗鑒もまた兵を率いて長江を渡ると、茄子浦において陶侃らと合流した。雍州刺史魏該もまたこれに合流した。
さらにこれより前、蘇峻は尚書の張闓を派遣して三呉（呉郡・呉興郡・会稽郡）の将兵を統率させていたが、王導は密かに太后の詔と称して三呉の将兵を説得させると、彼らは皇帝救援の義軍を興した。会稽内史王舒は庾冰を行奮武将軍に任じて1万の兵を授けて浙江を西へ渡らせ、呉興郡太守虞潭・呉国内史蔡謨・前義興郡太守顧従らもみな挙兵してこれに呼応した。
この混乱に乗じて後趙の石勒が東晋への侵攻に乗り出すと、7月には寿春を守る祖約が後趙の将軍石聡・石堪らに敗れ、歴陽へ逃走した。蘇峻の腹心である路永・匡術・賈寧は、祖約の敗戦を聞いて軍全体の崩壊を恐れ、蘇峻には王導を始めとした諸大臣を尽く誅殺し、自らの腹心を代わりに立てるよう勧めた。だが、蘇峻は王導を重んじていたので、これを却下した。これにより路永らは蘇峻に不満を抱くようになり、これを好機と見た王導は参軍袁耽を派遣して路永に寝返りを持ち掛けた。9月、王導は2人の子や路永と共に、隙を見て白石へ逃走した。

### あっけない最期
蘇峻は陶侃・温嶠らと長期に渡って対峙していたが、お互いに決定機が見いだせずにいた。ただこの間、蘇峻は諸将を東西の各地へ派遣して攻掠させており、戦をすれば全て勝利を収めていた。これによりその勢いは日を追う事に盛んとなり、討伐軍の兵はみな動揺し、その中には寝返ろうと考える者さえあった。討伐軍にいる朝臣らはみな「峻は狡猾にして勇敢・果断であり、その衆はいずれも驍勇であり、向かうところ敵なしです。天が罪人を討つならば峻は滅亡するでしょうが、人の力をもってして除くことは容易ではありません」と勧めたが、温嶠は「諸君は怯懦である。賊を称賛するというのか！」と怒った。だが、その後も蘇峻は連戦連勝であったので、温嶠もまたこれを深く憚り、食料が乏しくなってきた事もあって撤退を考えるようになった。しかし陶侃の軍の武将であった毛宝が句容・湖熟に集積していた蘇峻の糧食を焼き払うと、これにより蘇峻の軍は兵糧が欠乏してしまったので、陶侃らは撤退を中止して交戦を継続した。
同月、陶侃は水軍を率いて石頭へ向かうと、庾亮・温嶠・趙胤もまた歩兵1万を率いて白石の南より侵攻し、蘇峻に決戦を挑んだ。蘇峻は8千人を率いてこれを迎え撃つと、さらに蘇峻の子である蘇碩と匡孝が兵を分けて数十騎を率いて趙胤軍へ突撃し、これを撃破した。蘇峻は将士を労いながら趙胤が逃走するのを望見していたが、調子に乗って「孝もよく賊を破ったが、我には及ぶまい！」と述べると、兵の大半を残したままで数騎のみを連れ、追撃を掛けて北へ向かい趙胤軍へ突撃を仕掛けたが、突破出来なかったので軍を返し、白木陂へと向かおうとした。だが、その馬が躓いた所を趙胤配下の牙門の彭世・李千らが矛を投げて蘇峻を落馬させた。蘇峻はこれにより転倒してしまい、敵兵により首を斬られた。その体は切り刻まれ、骨は焼き尽くされた。これにより残兵もまた潰走した。蘇峻の戦死を聞いた討伐軍はみな歓喜の意を示した。

### その後
同月、蘇峻の司馬の任譲らは蘇峻の弟の蘇逸を新たな盟主に立てて抗戦を継続した。彼らは蘇峻の遺骸を求めたが得る事が出来ず、蘇碩は庾亮の父母の墓を暴いて棺を割り、その屍を焼き払って恨みを晴らした。
蘇逸は積極的に敵軍とは事を構えずに城の守りを固めた。韓晃は蘇峻の敗死を聞いて兵を率いて石頭へと向かった。管商・弘徽は軍を進めて庱亭塁を攻めたが、督護李閎・軽車長史滕含はこれを返り討ちにして千人を討ち取った。その為、管商は兵を率いて延陵へ逃走したが、李閎は庱亭の諸軍と共にこれを追撃し、数千人を斬獲した。これにより、管商は庾亮のもとへ赴いて降伏し、残った兵はいずれも張健に帰順した。
咸和4年（329年）1月、光禄大夫陸曄・尚書左僕射陸玩の説得により、匡術は苑城ごと降伏した。韓晃は蘇逸らと共に匡術を攻めたが、陥れることは出来なかった。
右衛将軍斉超・侍中鍾雅・建康県令管旆らは密かに帝を討伐軍の陣営へ連れ出そうと企んだが、事が露見して蘇逸は任譲を宮殿に入らせて斉超らを捕らえて処刑した。
冠軍将軍趙胤は配下の甘苗を歴陽に派遣して祖約を討たせると、祖約は夜に側近数百人を伴って後趙に亡命し、その配下牽騰は兵を率いて趙胤に降った。
蘇逸・蘇碩・韓晃らは共に台城を攻め、太極東堂・秘閣を焼き払った。
2月、討伐軍の諸将は一斉に石頭を攻めると、建成長史滕含が精鋭を率いて蘇逸軍を大破した。蘇碩は驍勇な数百の兵を率いて淮河を渡ると、討伐軍を迎え撃ったものの、敗戦を喫して戦死した。韓晃らは大いに恐れ、その兵を伴って曲阿にいる張健のもとへ逃れようとしたが、狭隘な門から我先に脱出しようとしたので、互いに踏みつけ合って1万の死者を出した。蘇逸もまた李湯に破れて捕らえられ、車騎門において斬首された。これにより石頭は陥落し、帝は温嶠の軍船へ逃れた。西陽王司馬羕とその子の司馬播・司馬充・司馬播の子の司馬崧・彭城王司馬雄もまた誅殺された。
張健は弘徽らが自らに同心しないのではないかと疑い、これを尽く殺害すると、船をもって延陵から呉興の長塘へと向かった。この時、まだ2万戸余りの人と莫大な金銀財宝を携えていた。揚烈将軍王允之は呉興の諸軍と共に張健を攻撃してこれを大破し、男女1万戸余りを捕らえた。張健は馬雄・韓晃らと共に軽軍のみで西の故鄣へ逃走を図ったが、郗鑒は李閎に精鋭を与えてこれを追撃し、平陵山において追いついてこれを攻め立てた。張健らは山中に籠って出てこようとしなかったが、韓晃だけは靫（矢を携帯するための筒状の容器）を2つ携えて山を降りると、胡床に座って矢を続けざまに放った。これにより多くの兵を殺傷したが、矢が尽きたところで斬り殺された。張健らは降伏したが、みな梟首された。
こうして反乱は完全に鎮圧された。